# 鄧翊暉
鄧翊暉（英語：Choco Tang；1996年9月25日—）是香港商業電台時任節目主持人，2018年10月加入電台。參與節目包括《大玩派》、《脫脂朱古力》、《一家大晒》、《這一晚我們會飛》及《回答吧1996》等等。
2022年9月15日，Choco正式宣佈離開效力接近4年的商業電台，移民加拿大。

## 外部連結
- Choco｜DJ主持｜商業電台881903.com （页面存档备份，存于）
- Choco Choco的Facebook專頁
- YouTube上的ChocoLizationTang頻道

1. ↑  2019年9月25號香港商業電台《大玩派》節目透露是她23歲生日